# Loxioides bailleui
Loxioides bailleui là một loài chim trong họ Fringillidae.